# Савельев, Александр Степанович
Алекса́ндр Степа́нович Саве́льев (1820—1860) — профессор физики в Казанском университете.

## Биография
Родился 27 мая (8 июня) 1820 года в Санкт-Петербурге в купеческой семье; брат археолога и востоковеда П. С. Савельева.
В 1840 году окончил кандидатом 2-е отделение (физико-математическое) философского факультета Императорского Санкт-Петербургского университета и в 1841 году участвовал в экспедиции, организованной Академией наук на Белое море и Ледовитый океан. После получения 14 июля 1845 года степени магистра в Петербургском университете, был определён с 31 января 1846 года в Казанский университет адъюнктом кафедры физики и физической географии. В 1850 году он был представлен к исправлению должности экстраординарного профессора, но из-за отсутствия докторской степени это предложение физико-математического факультета было отклонено. В том же году ему было поручена работа по осмотру метеорологических станций и физических кабинетов учебных заведений Казанского учебного округа. С 16 марта 1852 года А. С. Савельев — доктор физики и химии Казанского университета, став первым казанским профессором физики, получившим учёную степень в России. Тем не менее, будучи избран 21 мая 1854 года ординарным профессором, он снова не был утверждён. В следующем году он переехал в Москву, где с 13 марта 1855 года находился в штате Константиновского межевого института. 
С 1857 года преподавал в Санкт-Петербург, в военно-учебных заведениях, главноначальствующим которых был Я. И. Ростовцев.
Умер 6 (18) мая 1860 года. Погребён на Смоленском православном кладбище.
Занимался по преимуществу гальванизмом и электричеством. Главные его сочинения: «О явлении поляризации в гальванической цепи» (СПб., 1845 — магистерская диссертация); «О гальванической проводимости жидкостей» (Казань, 1853 — докторская диссертация, удостоенная Демидовской премии). В «Учёных записках Императорской академии наук» (№ 6. — 1851) были напечатаны: «Magnetische Beobachtungen und geographische Ortsbestimmungen, angestellt im Jahre 1841, während einer Reise an den Küsten des Weissen und Eismeeres». 